# Гоголі (Івановська область)
Гоголі (рос. Гоголи) — присілок в Верхнєландеховському районі Івановської області Російської Федерації.
Населення становить 7 осіб. Входить до складу муніципального утворення Митське сільське поселення.

## Історія
Від 2005 року входить до складу муніципального утворення Митське сільське поселення.

## Населення
| 1859 | 1905 | 2010 |
| ---- | ---- | ---- |
| 68   | ↗100 | ↘7   |